# Double Crossed
Double Crossed é o primeiro álbum de estúdio solo do cantor Jim Diamond, lançado em 1985.
Deste álbum saíram os singles "I Should Have Known Better", "Remember I Love You" e "I Sleep Alone at Night".
| Críticas profissionais | Críticas profissionais |
| Avaliações da crítica  | Avaliações da crítica  |
| Fonte                  | Avaliação              |
| ---------------------- | ---------------------- |
| allmusic               | [ 1 ]                  |

## Faixas
Todas as faixas deste disco foram escritas por Jim Diamond e Chris Parren, exceto as que foram anotadas.
| N.º | Título                       | Compositor(es)           | Duração |  |
| 1.  | "Double Crossed"             |                          | 3:55    |  |
| 2.  | "I Sleep Alone at Night"     |                          | 5:00    |  |
| 3.  | "After the Fire"             |                          | 4:09    |  |
| 4.  | "I Should Have Known Better" | Jim Diamond, Graham Lyle | 4:08    |  |
| 5.  | "Stumblin' Over"             |                          | 4:10    |  |
| 6.  | "Remember I Love You"        | Jim Diamond, Graham Lyle | 4:05    |  |
| 7.  | "New Generation"             |                          | 5:07    |  |
| 8.  | "Co-Operation"               |                          | 5:54    |  |
| 9.  | "She is Woman"               |                          | 4:36    |  |
| 10. | "I'm Yours"                  |                          | 4:55    |  |